# NGC 3109
إن جي سي 3109 (بالإنجليزية: NGC 3109)‏، هي مجرة شاذة صغيرة يبلغ حجمها حوالي 25,000 سنة ضوئية تبعد عنا حوالي 4.5 مليون سنة ضوئية تقريباً تابعة للمجموعة المحلية وتقع في برج هيدرا. اكتشف هذه المجرة جون هيرشل في مارس 1835.